# Cingilia catenarius
Cingilia catenarius är en fjärilsart som beskrevs av John Obadiah Westwood 1837. Cingilia catenarius ingår i släktet Cingilia och familjen mätare. Inga underarter finns listade i Catalogue of Life.